# Waghaz (huyện)
Waghaz là một huyện thuộc tỉnh Ghazni, Afghanistan. Dân số thời điểm năm 1999 là -27,9 người.